# Kedrostis bennettii
Kedrostis bennettii är en gurkväxtart som först beskrevs av Friedrich Anton Wilhelm Miquel, och fick sitt nu gällande namn av W.J.de Wilde och Duyfjes. Kedrostis bennettii ingår i släktet Kedrostis och familjen gurkväxter. Inga underarter finns listade i Catalogue of Life.